# Elizabeth Mortimer
Elizabeth Mortimer (12 février 1371 – 20 avril 1417) est une femme de la haute noblesse anglaise, petite-fille du duc de Clarence Lionel d'Anvers et arrière-petite-fille du roi Édouard III. Son premier époux est Henry Percy, passé à la postérité sous le surnom de « Hotspur ». Elle épouse ensuite Thomas de Camoys. Elle figure parmi les personnages de deux des pièces de William Shakespeare, sous le nom de « Kate, Lady Percy » dans Henry IV (première partie) et celui de « Veuve Percy » dans Henry IV (deuxième partie).

## Famille, mariages et descendance
Elizabeth est née à Usk, dans le Monmouthshire, le 12 ou le 13 février 1371. Elle est la fille aînée d'Edmond Mortimer, 3e comte de March, et de Philippa de Clarence, fille unique de Lionel d'Anvers, 1er duc de Clarence, et d'Élisabeth de Bourg, 4e comtesse d'Ulster. Elle a deux frères, Roger et Edmond, et une sœur cadette, Philippa, qui épouse d'abord Jean de Hastings, 3e comte de Pembroke, puis Richard FitzAlan, 4e comte d'Arundel, et enfin Thomas Poynings,,,,.

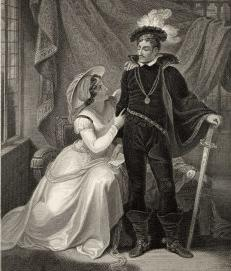
Représentation romantique d'Elizabeth Mortimer et de son premier époux, Henry « Hotspur » Percy.

On ignore à quelle date Elizabeth a épousé son premier mari, Henry Percy, surnommé « Hotspur », fils aîné d'Henry Percy, 1er comte de Northumberland, et qui a acquis dès sa jeunesse une solide réputation de grand guerrier et d'administrateur responsable. Ils ont deux enfants :
- Henry Percy, 2e comte de Northumberland, (3 février 1393 – 22 mai 1455), qui épouse Éléonore Neville, d'où postérité. Il est tué lors de la première bataille de St Albans[6].
- Elizabeth Percy (v. 1395 – 26 octobre 1436), qui épouse d'abord John Clifford, 7e baron de Clifford, tué au siège de Meaux en 1422, d'où postérité, et ensuite Ralph Neville, 2e comte de Westmorland, d'où postérité[7],[8].

Le 21 juillet 1403, l'époux d'Elizabeth est tué lors de la bataille de Shrewsbury alors qu'il commande une armée en rébellion contre les forces supérieures en nombre du roi Henri IV. Hotspur est initialement enterré à Whitchurch mais lorsque des rumeurs circulent sur sa possible survie, « Henri IV fit exhumer le corps et l'exposa, entre deux meules, sur la place du marché de Shrewsbury ». Puis, le roi fait envoyer la tête de Percy à York, où elle est empalée sur l'une des portes de la ville, tandis que le reste de son corps, découpé en quatre, est d'abord envoyé à Londres, Newcastle upon Tyne, Bristol et Chester avant d'être finalement rendu à Elizabeth. Celle-ci le fait inhumer dans la cathédrale d'York en novembre suivant. En janvier 1404, Percy est déclaré traître à titre posthume et ses terres sont confisquées au profit de la couronne. Le roi a également ordonné l'arrestation d'Elizabeth le 8 octobre 1403.
Peu après le 3 juin 1406, Elizabeth Mortimer épouse Thomas de Camoys, 1er baron Camoys. Bien que Camoys ait déjà atteint la cinquantaine, Elizabeth lui donne un fils, Roger Camoys,. Comme son premier époux, Camoys est un militaire renommé, qui commande notamment l'aile gauche de l'armée anglaise lors de la bataille d'Azincourt le 25 octobre 1415.

## Mort

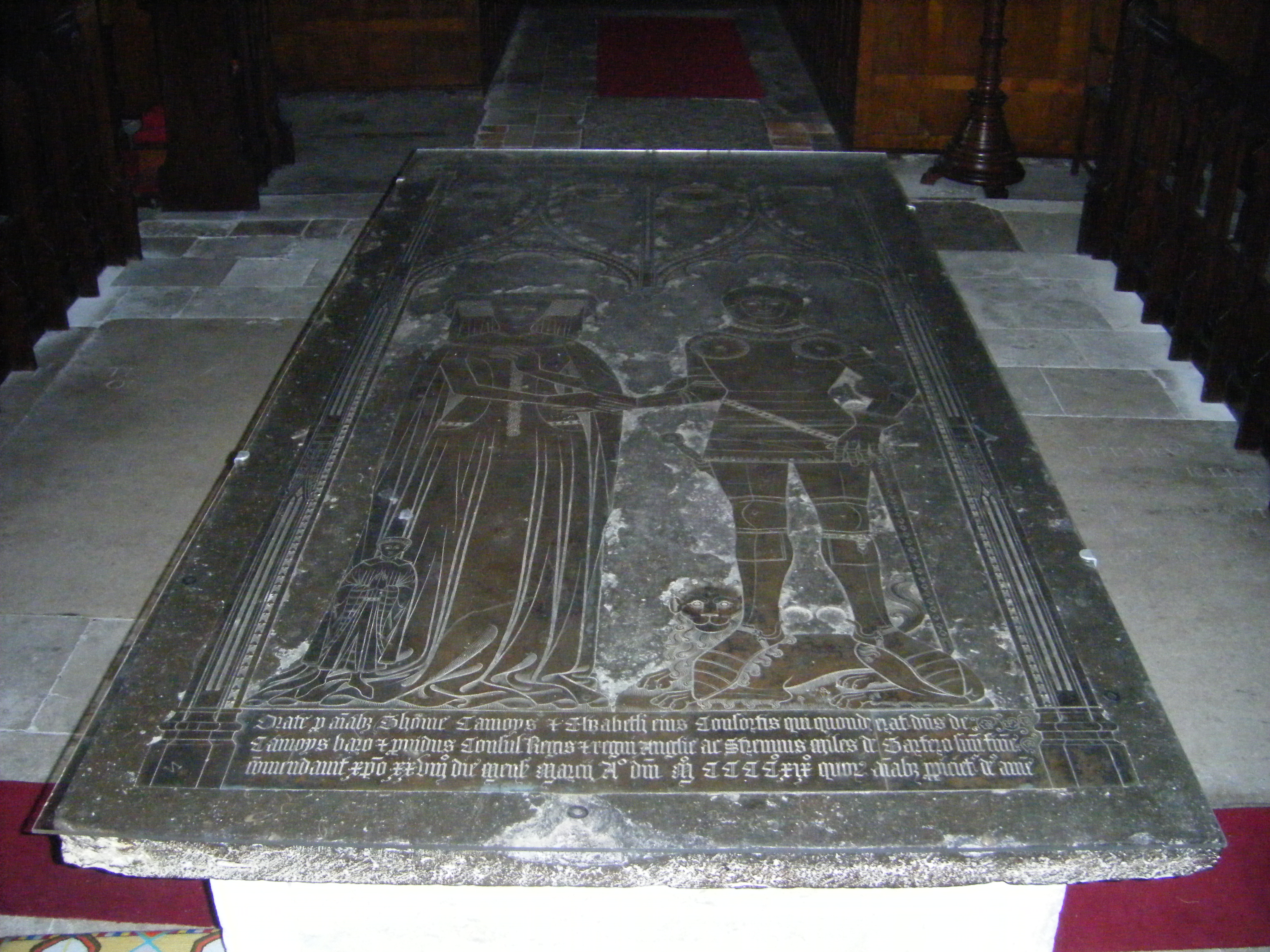
La tombe d'Elizabeth et de son second époux, Thomas de Camoys, située dans l'église de Trotton.

Elizabeth meurt le 20 avril 1417, à l'âge de 46 ans. Elle est enterrée à l'église St. George de Trotton dans le Sussex. Son second époux la rejoint dans la tombe quatre ans plus tard. Au milieu du chœur, à l'intérieur de l'église, on peut de nos jours contempler leur tombeau avec ses pièces en cuivre monumentales représentant le couple en taille réduite se tenant par la main.
Jeanne Seymour, troisième épouse du roi Henri VIII, est l'une des nombreuses descendantes d'Elizabeth Mortimer par sa fille Elizabeth Percy. 

## Dans la fiction
Elizabeth Mortimer est représentée sous le nom de « Kate, Lady Percy », dans les deux parties de la pièce Henri IV du dramaturge William Shakespeare. 